# Psychotria amplifolia
Psychotria amplifolia là một loài thực vật có hoa trong họ Thiến thảo. Loài này được Raeusch. miêu tả khoa học đầu tiên năm 1797.